# Airline Tycoon (Computerspiel)
Airline Tycoon ist ein Computerspiel im Genre der Wirtschaftssimulation, das von Spellbound Entertainment und von Infogrames 1998 für Microsoft Windows veröffentlicht wurde. Als Produzent war Armin Gessert verantwortlich.
Mit Airline Tycoon First Class erschien 1999 eine Computerspiel-Erweiterung, die unter dem gleichen Titel in Deutschland gebündelt mit dem Hauptspiel wiederveröffentlicht wurde. Als Airline Tycoon Evolution wurde das Spiel ein zweites Mal mit Verbesserungen wiederveröffentlicht. Mit Airline Tycoon Deluxe existiert eine Spielesammlung in der das Hauptspiel mit allen Erweiterungen und weiteren kleinen Verbesserungen unter anderem auch für Smartphones veröffentlicht wurde. Es ist der erste Teil der Spielereihe Airline Tycoon. Der Nachfolger Airline Tycoon 2 erschien 2011.

## Spielprinzip
Der Spieler ist für die Geschicke einer Fluggesellschaft verantwortlich und stellt Personal ein, kauft Flugzeuge, erstellt neue Routen, organisiert Werbung und plant Sabotageakte gegen Konkurrenten.

## Rezeption
Steffen Schamberger von PC Joker hob die gute Zugänglichkeit hervor, gab jedoch auch an, dass die Computergegner sehr einfach gehalten seien und der Schwierigkeitsgrad nicht einstellbar sei. Zudem sei der Umfang mit relativ wenigen Missionen eher gering. Die Visualisierung sei gelungen und böte einen gewissen Wuselfaktor. Joachim Nettelbeck von Power Play ordnete es als dem Spielprinzip von Mad TV ähnlich, wobei es sich viel zügiger bedienen lasse als dessen direkte Nachfolger Mad News. Die Grundmechaniken wie das Austüfteln neuer Flugpläne sorge für hohen Spielspaß. Christian Bigge von PC Action urteilte, dass die Comicgrafik ansehnlich sei, das Spielprinzip jedoch schnell in Routine ausarte und nur für Genrefans empfehlenswert sei. Thomas Werner von PC Player stellte fest, dass das Spiel trotz hohem Funktionsumfang nicht überladen oder unübersichtlich wirke. Das Prinzip, mit dem man im Spiel Erfolg habe, sei jedoch ziemlich schnell durchschaut und ein Mehrspielermodus fehle zum Veröffentlichungszeitpunkt.
Bis 2001 wurde weltweit 150.000 Exemplare verkauft.